# C20H38O4
化学式C20H38O4（摩尔质量：342.51 g/mol）可指：
- 二十烷二酸，CAS号：2424-92-2
- 十八烷二酸二甲酯，CAS号：1472-93-1
- 十二烷二酸二丁酯，CAS号：15677-90-4

|  | 这个同类索引页列出了具有相同分子式的化学物（即同分異構體）条目。 除非您是有意链接至本页，否则应将相应条目的内部链接指向正确的条目。 |